# Thalhausen (Kranzberg)
Thalhausen ist ein Gemeindeteil der Gemeinde Kranzberg im Landkreis Freising in Oberbayern.

## Geographie
Thalhausen liegt ungefähr 5 km westlich von Freising an der Südflanke einer Senke des tertiären Hügellandes, welche vom Thalhauser Graben in West-Ost-Richtung durchflossen wird. Südlich befindet sich das große Waldgebiet des Kranzberger Forstes. Im Norden und Westen steigt das Gelände langsam an und wird überwiegend als Ackerland genutzt. Im Osten liegt der Ort Ampertshausen, dahinter beginnt der Freisinger Forst. Das Dorf liegt auf 480 (am Graben) bis 501 m ü. NHN (Schlosskapelle). Entlang des Grabens verläuft die Staatsstraße 2084 von Freising nach Allershausen (zur Autobahn A 9).

## Geschichte

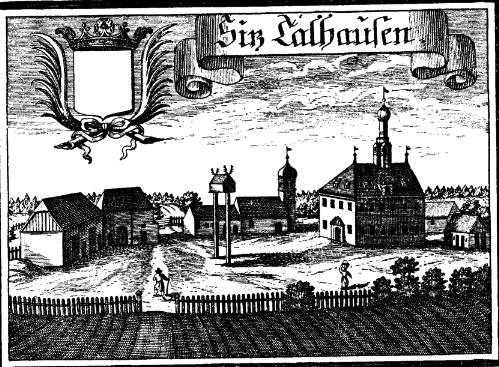
Schloss Thalhausen nach einem Kupferstich von Michael Wening 1701–1726

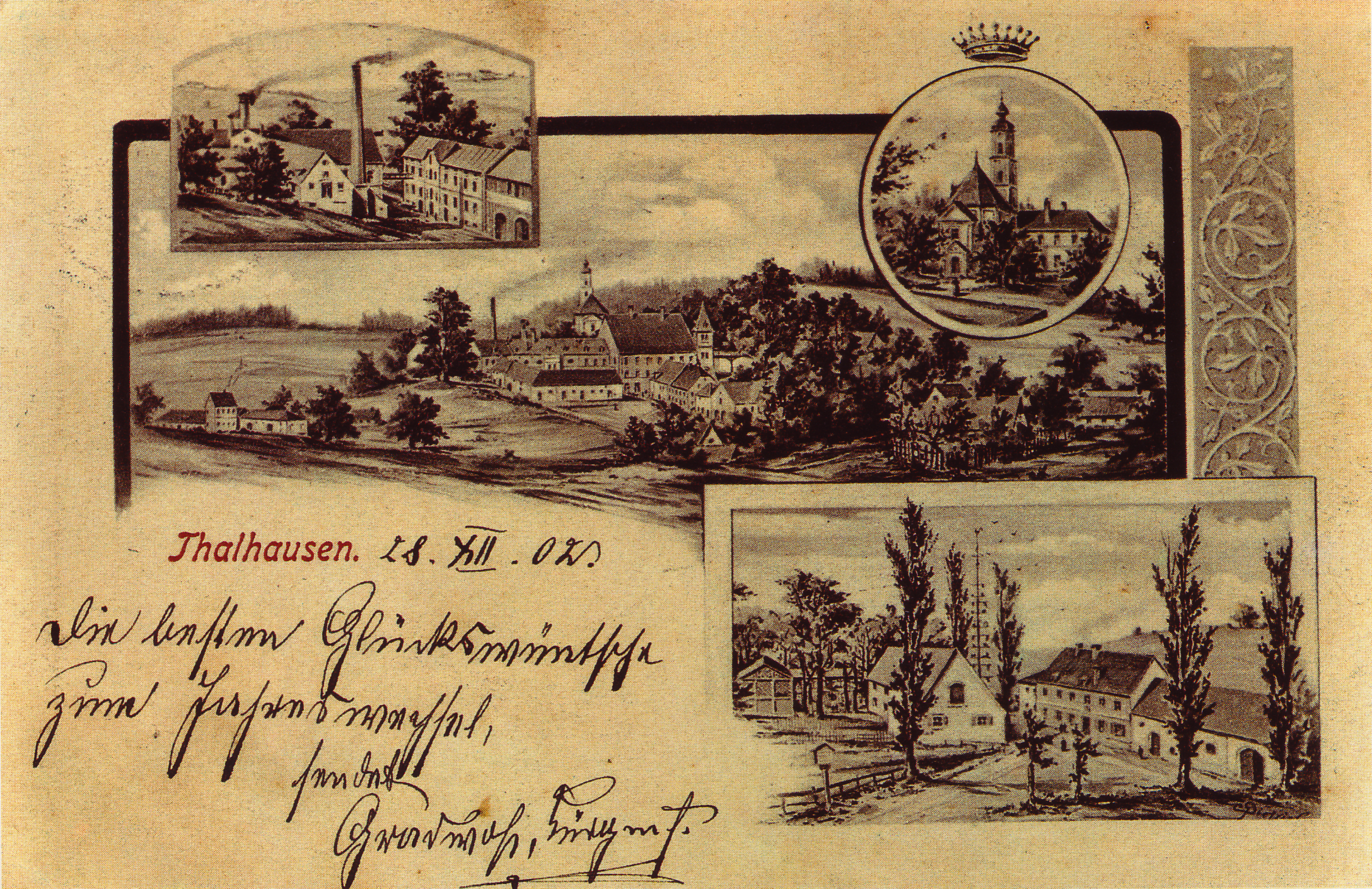
Postkarte von Thalhausen, ca. 1900

Der Ort taucht erstmals als Talahusun in einer Urkunde des Freisinger Bischofs Waldo auf, der in den Jahren 883–906 Ländereien in Thalhausen mit dem Bischof Zacharias von Brixen tauschte. Um 1150 werden erstmals Wittelsbacher Ministeriale erwähnt, die sich „von Thalhausen“ nennen. Verwaltet wird das Gebiet durch das Landgericht Kranzberg. 1358 werden die Pullinger als Herren von Thalhausen geführt, sie sterben 1554 im Mannesstamm aus. 1555 erhält Lorenz Pronner, der die letzte Pullingerin heiratete, das Gebiet und erringt die Hofmarksgerechtigkeit auf Lebenszeit.

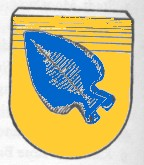
Wappen der Pullinger zu Thalhausen nach der Wappensammlung des Philipp Apian von 1562

Diese beinhaltete die niedere Gerichtsbarkeit sowie das Recht auf Frondienste und Abgaben gegenüber den Untertanen. Ab diesem Zeitpunkt kann man von einer Hofmark Thalhausen sprechen, obwohl nie eine besondere Hofmarkserhebung stattfand; vielmehr wurde die Hofmarksgerechtigkeit immer wieder den jeweiligen Besitzern auf Lebenszeit übertragen.
Ende des 15. Jahrhunderts wird bereits von einem Schloss berichtet, welches Ende des 17. Jahrhunderts umgebaut wird. 1707 wird die neue Schlosskapelle St. Anna, ein achteckiger Zentralbau mit schlankem Zwiebelturm, eingeweiht. 1786 erwirbt Graf Maximilian Karl Theodor von Holnstein die Hofmark mit Schloss und Brauerei; das Schloss ist bis 1988 in deren Familienbesitz, die Brauerei – von deren dunklem Bier Fürst Bismarck so angetan war, dass er es sich zuschicken ließ – wurde 1923 geschlossen.
Mit der Säkularisation 1803 wird Thalhausen dem neu geschaffenen Landgericht Freising zugeordnet. 1817 werden die Hofmarksrechte aufgelöst und in ein Patrimonialgerichts II. Klasse umgewandelt. Im Rahmen des Zweiten Gemeindeedikts von 1818 wird Thalhausen mit den Unterorten Ampertshausen, Neuhausen, Oberberghausen, Oberthalhausen und Dorfacker eine selbstständige Gemeinde. Als Folge der Gemeindegebietsreform vom 1. Juli 1971 wird Thalhausen in die Gemeinde Kranzberg eingegliedert.
1830 hatte das Dorf 38 Häuser mit 220 Einwohnern, daneben gab es noch die Schloßbrauerei und eine Ziegelhütte. Thalhausen hat heute ca. 800 Einwohner.

## Religion
Die meisten Bewohner sind katholischen Glaubens. Sie gehören zu der Pfarrei Wippenhausen im Pfarrverband Kranzberg. Die Kapelle in Ampertshausen, errichtet Ende des 18. Jahrhunderts und die Schlosskapelle St. Anna sind Filialkirchen von St. Nikolaus in Wippenhausen. Die evangelischen Christen werden vom Dekanat Freising betreut.
Seit 1990 ist das ehemalige Schloss zum Jugendhaus St. Anna der Erzdiözese München und Freising umgebaut worden. Mit seinen 48 Übernachtungsplätzen, Zeltplatz und einem Saal für 130 Personen steht es Gruppen und Vereinen zur Selbstversorgung zur Verfügung.

## Bildung und Kultur
In Thalhausen gibt es keine Schulen und Kindergärten.
Im Ortsteil Ampertshausen befindet sich seit 1982 die „Landwirtschaftliche Versuchsstation Thalhausen der TU München“. Die Forschungsbereiche sind Schweinezucht, Geflügelzucht sowie die Futtermittelherstellung; daneben wird eine Biogasanlage betrieben.
Folgende Vereine und Einrichtungen tragen zum kulturellen Leben bei:
- Freiwillige Feuerwehr Thalhausen mit Jugendfeuerwehr
- Schützenverein Einigkeit
- Kindergartenverein Thalhausen e. V. (noch ohne Kindergarten)
- Katholische Landjugend Thalhausen/Wippenhausen
- Krieger- und Soldatenverein Thalhausen/Wippenhausen
- Jugendhaus St. Anna der Erzdiözese München und Freising mit Zeltplatz.

## Baudenkmäler

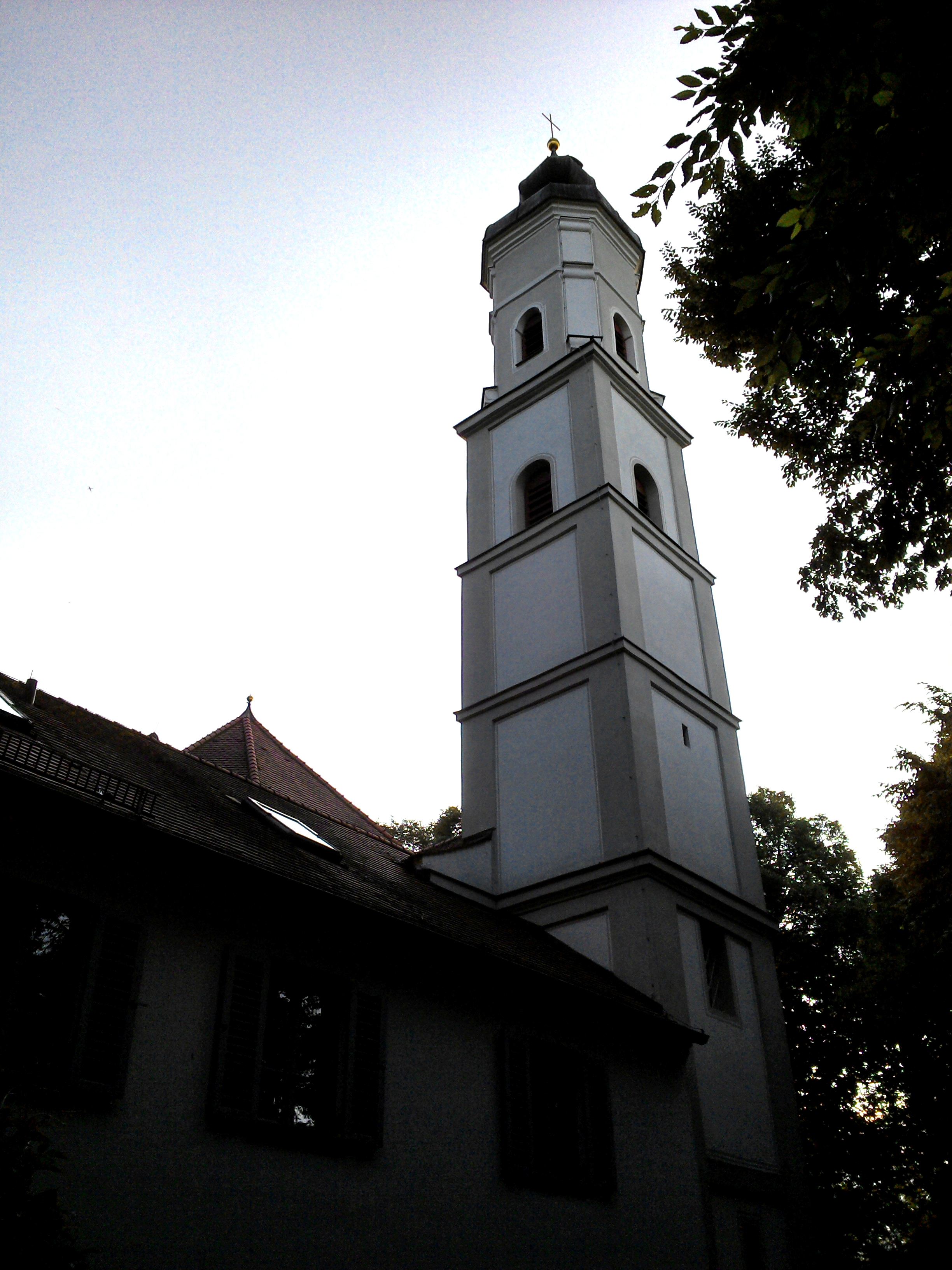
Thalhausen, Schlosskapelle St. Anna

- ehemalige Schlossanlage auf einem Hügel am nordwestlichen Ende des Dorfes aus dem 18. Jahrhundert, spätklassizistisch überarbeitet.
- Schlosskapelle St. Anna von 1703. Von der Innenausstattung ist besonders die in der Hochaltarretabel (um 1730) befindliche Muttergottesfigur des Jakob Kaschauers vom spätgotischen Hochaltar des Freisinger Doms erwähnenswert, die heute durch eine Kopie ersetzt ist. Das Original war bis 1916 in der Kapelle und befindet sich jetzt im Bayerischen Nationalmuseum in München. Im Oktogon befinden sich noch eine spätgotische Anna Selbdritt und eine Skulptur des heiligen Wolfgang (Ende 18. Jahrhundert).
- Dahinter befindet sich der alte Brauereikeller aus dem 18. Jahrhundert.
- Auslieferungsmarkstein zwischen der freisingischen Hofmark Wippenhausen und dem Pfleggericht Kranzberg von 1702; nördlich am Waldrand.
- In der Wippenhauser Straße: ein Ziegelstadel mit flachem Walmdach, ca. 1850.
- Ampertshausen Nr. 7: Stadel mit Halbwalmdach von 1771.
- Bayerisches Landesarboretum im Kranzberger Forst[7]

## Politik
2008 wurde die Thalhauser Georg Neumair für die Freie Wählergemeinschaft und Florian Vierthaler für die Kranzberger Gemeindeliste in den 15-köpfigen Kranzberger Gemeinderat gewählt. Beide wurden 2014 wiedergewählt.
Bei den Kommunalwahlen in Bayern 2014 wurde von den angetretenen Parteien folgendes Ergebnis im Wahlbezirk Thalhausen erreicht. Dahinter zum Vergleich das Ergebnis für die gesamte Gemeinde Kranzberg:
| Partei / Wählergruppe              | 2014 Thalhausen | 2014 Kranzberg |
| CSU                                | 31,3 %          | 27,9 %         |
| SPD                                | 3,4 %           | 4,7 %          |
| Freie Wählergemeinschaft Kranzberg | 40,7 %          | 41,3 %         |
| Kranzberger Gemeindeliste          | 24,6 %          | 26,1 %         |